# Microrregión de Araçatuba
La microrregión de Araçatuba es una de las microrregiones del estado brasileño de São Paulo perteneciente a la mesorregión Araçatuba. Su población fue estimada en 2006 por el IBGE en 248.388 habitantes y está dividida en siete municipios. Posee un área total de 5.366,008 km².

## Municipios
- Araçatuba
- Bento de Abreu
- Guararapes
- Lavínia
- Rubiácea
- Santo Antônio do Aracanguá
- Valparaíso

- Datos: Q608526
- Multimedia: Araçatuba / Q608526

1. ↑  Worldpostalcodes.org,código postal n.º 16000-000.